# Lusinselkä
Lusinselkä är en del av sjön Vanajavesi i Finland. Den ligger i Hattula i landskapet Egentliga Tavastland, i den södra delen av landet, 110 km norr om huvudstaden Helsingfors. Lusinselkä ligger 77 meter över havet.